# Drymophila
Drymophila es un género de aves paseriformes perteneciente a la familia Thamnophilidae, que agrupa a especies nativas de América del Sur, donde se distribuyen desde el norte de Venezuela por el oeste hasta el sur de Perú y norte de Bolivia, y por el este de Brasil hasta Paraguay y noreste de Argentina. A sus miembros se les conoce por el nombre común de tiluchíes y también hormigueros u hormigueritos.

## Etimología
El nombre genérico femenino «Drymophila» se compone de las palabras del griego «drumos»: bosque, bosquecillo, soto y «philos»: amante; significando «amante del sotobosque».

## Características
Las especies de este género son tamnofílidos atractivos, que miden entre 11,5 y 15 cm de longitud, de marcante patrón estriado y largas colas graduadas. Todas las especies presentan una mancha dorsal blanca semi-oculta, que es más evidente cuando están excitadas. Muchas especies están fuertemente relacionadas con enmarañados de bambú. Forrajean en pareja, generalmente independientes de bandadas mixtas. Son muy vocales y bastante furtivas.

## Lista de especies
Según las clasificaciones del Congreso Ornitológico Internacional (IOC)  y Clements Checklist v.2016, el género agrupa a las siguientes especies con el respectivo nombre popular de acuerdo con la Sociedad Española de Ornitología (SEO), u otro cuando referenciado:
| Imagen | Nombre científico      | Autor                       | Nombre común                | EC (*) |
| ------ | ---------------------- | --------------------------- | --------------------------- | ------ |
|        | Drymophila ferruginea  | (Temminck, 1822)            | tiluchí herrumbroso         | LC     |
|        | Drymophila rubricollis | (W. Bertoni, 1901)          | tiluchí colorado            | LC     |
|        | Drymophila genei       | (Filippi, 1847)             | tiluchí colirrufo           | LC     |
|        | Drymophila ochropyga   | (Hellmayr), 1906            | tiluchí culipardo           | NT     |
|        | Drymophila malura      | (Temminck, 1825)            | tiluchí estriado oriental   | LC     |
|        | Drymophila squamata    | (Lichtenstein, 1823)        | tiluchí escamoso            | LC     |
|        | Drymophila devillei    | (Ménégaux & Hellmayr, 1906) | tiluchí estriado occidental | LC     |
|        | Drymophila caudata     | (P.L. Sclater, 1855)        | tiluchí colilargo           | NT     |
|        | Drymophila klagesi –   | Hellmayr & Seilern, 1912    | tiluchí del Perijá          | LC     |
|        | Drymophila hellmayri   | Todd, 1915                  | tiluchí de Santa Marta      | NT     |
|        | Drymophila striaticeps | Chapman, 1912               | hormiguero cabeciestriado   | LC     |

(*) Estado de conservación

## Distribución
Seis de las especies de Drymophila se distribuyen en las regiones surorientales de  Brasil; dos de ellas – el tiluchí colorado y el tiluchí estriado oriental – además se encuentran en el este de  Paraguay y el extremo noreste de Argentina.
Incluso en las zonas de mayor diversidad de la mata atlántica de Brasil estas especies prácticamente no solapan sus territorios, y algunas de ellas como el tiluchí estriado oriental y el tiluchí escamoso tienen preferencias de hábitat exclusivas. Por supuesto que la gran deforestación de la región puede ocultar que en el pasado pudiera haber habido mayor solapamiento. En los hábitats muy fragmentados la tendencia es que como mucho haya una sola especie.
D. devillei, tiluchí estriado occidental, es una especie de cuadrante suroccidental de la cuenca del Amazonas, con una población disjunta que vive en el noroeste de Ecuador y las partes adyacentes de Colombia. D. caudata, el tiluchí colilargo, fue separado en cuatro especies: D. klagesi, D. hellmayri y D. striaticeps, son especies de los altiplanos húmedos, que se extienden por los Andes desde el oeste de Bolivia hasta el noroeste de Venezuela, con poblaciones disjuntas en la Sierra Nevada de Santa Marta, la serranía del Perijá y la cordillera de la costa de Venezuela.

## Taxonomía
La distribución geográfica de D. caudata se extendía desde las montañas de Paria en Venezuela hacia el sur a lo largo de la cordillera de los Andes hasta el norte de Bolivia, conformando un patrón de
distribución geográfico y altitudinal único en los Thamnophilidae. La variación en el plumaje entre la mayoría de las poblaciones no es obvia y a pesar de que ocho subespecies han sido descritas, la mitad han sido invalidadas. Los estudios de Isler et al. (2012), utilizando genética molecular, diferencias de vocalización y ecología de las diferentes poblaciones revelaron un nivel considerable de diversificación, suficiente para el reconocimiento de cuatro especies, tres de ellas, D. caudata, D. klagesi y D. hellmayri restringidas a las montañas del norte y una, D. striaticeps, ampliamente distribuida a lo largo de los Andes desde el noroeste de Colombia hasta Bolivia. La separación fue aprobada por el Comité de Clasificación de Sudamérica (SACC) en la Propuesta N.º 542, de septiembre de 2012.